# Články víry (mormonismus)

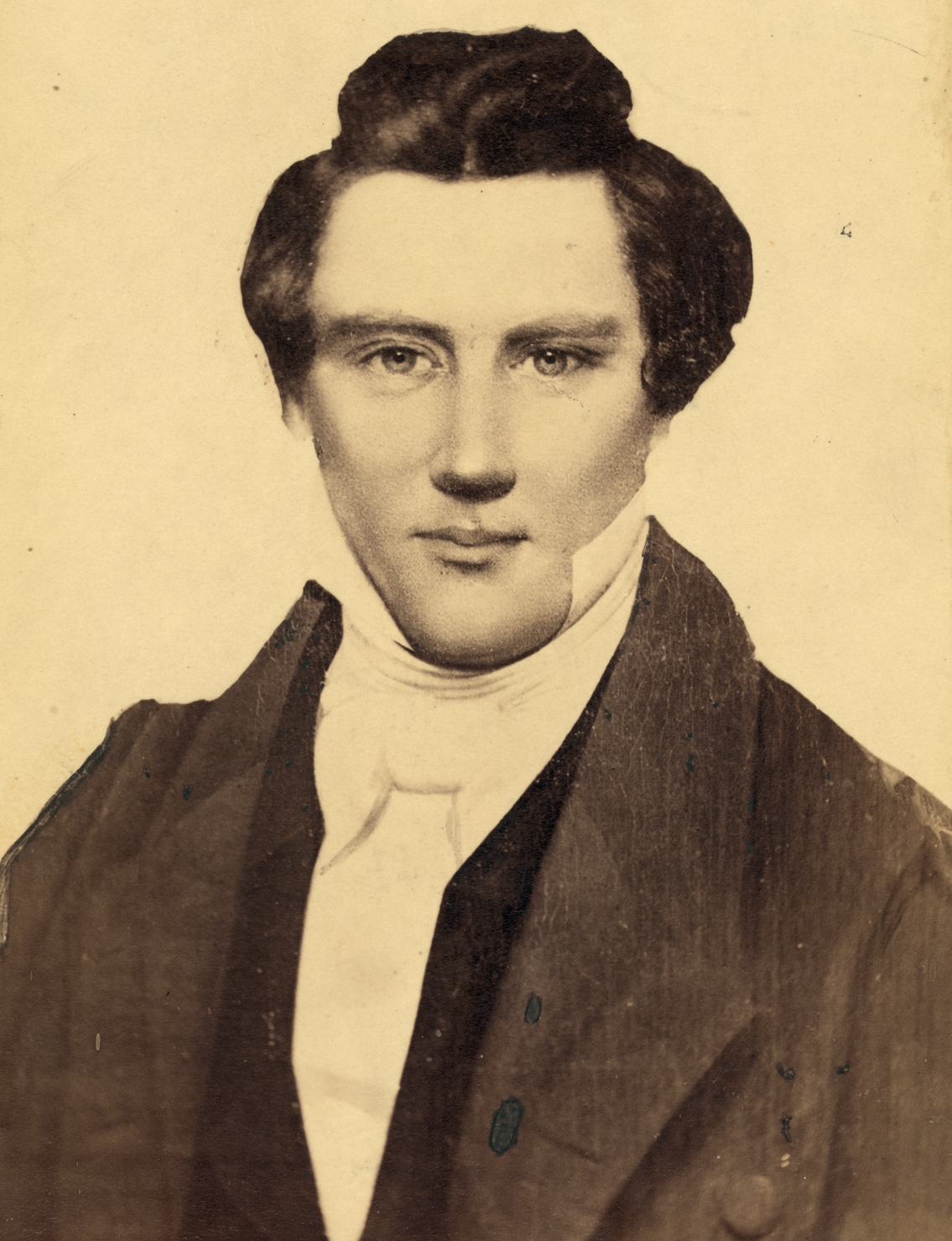
Joseph Smith je nejen zakladatelem mormonismu, ale také autorem Článků víry

Články víry jsou seznam základních bodů mormonské víry, který sepsal americký náboženský vůdce Joseph Smith.

## Text
V roce 1842 shrnul zakladatel Joseph Smith nauky mormonismu do 13 bodů. 
1. Věříme v Boha, Věčného Otce, a v Jeho Syna, Ježíše Krista, a v Ducha Svatého.
2. Věříme, že lidé budou potrestáni za své vlastní hříchy, a ne za přestupek Adamův.
3. Věříme, že skrze usmíření Kristovo může býti spaseno veškeré lidstvo, skrze poslušnost zákonů a obřadů evangelia.
4. Věříme, že prvními zásadami a obřady evangelia jsou: za prvé víra v Pána Ježíše Krista; za druhé pokání; za třetí křest ponořením na odpuštění hříchů; za čtvrté vkládání rukou pro dar Ducha Svatého.
5. Věříme, že muž musí býti povolán Bohem, skrze proroctví a skrze vkládání rukou těch, kteří mají pravomoc, aby kázal evangelium a vykonával jeho obřady.
6. Věříme v tutéž organizaci, jež existovala v prvotní Církvi, totiž v apoštoly, proroky, pastýře, učitele, evangelisty a tak dále.
7. Věříme v dar jazyků, proroctví, zjevení, vidění, uzdravování, vykládání jazyků a tak dále.
8. Věříme, že Bible je slovo Boží, nakolik je přeložena správně; také věříme, že Kniha Mormonova je slovo Boží.
9. Věříme všemu, co Bůh zjevil, všemu, co nyní zjevuje, a věříme, že ještě zjeví mnohé veliké a důležité věci týkající se království Božího.
10. Věříme v doslovné shromáždění Izraele a ve znovuzřízení deseti kmenů; že Sion (Nový Jeruzalém) bude vybudován na americkém kontinentu; že Kristus bude vládnouti osobně na zemi; a že země bude obnovena a obdrží svou rajskou slávu.
11. Domáháme se výsady uctívati Všemohoucího Boha podle příkazů svého vlastního svědomí a dopřáváme všem lidem stejnou výsadu, nechť uctívají jakkoli, kdekoli nebo cokoli si vyvolí.
12. Věříme, že máme býti podřízeni králům, prezidentům, vládcům a veřejným zástupcům, že máme býti poslušni zákona, že ho máme ctíti a podporovati.
13. Věříme, že máme býti čestní, pravdiví, cudní, dobrotiví, ctnostní, a že máme činiti dobro všem lidem; vskutku, můžeme říci, že následujeme nabádání Pavlovo – věříme všem věcem, doufáme ve všechny věci, snášeli jsme mnohé věci a doufáme, že budeme schopni snésti všechny věci. Je-li cokoli ctnostné, milé nebo dobropověstné nebo chvályhodné, o to usilujeme.